# 大和田 (大阪市)
大和田（おおわだ）は、大阪府大阪市西淀川区にある町名。現行行政地名は大和田一丁目から大和田六丁目。

## 地理
西淀川区の中央部に位置し、南に姫島、北東に千舟、北西に出来島、西に大野と接している。

### 河川
- 神崎川

## 世帯数と人口
2019年（平成31年）3月31日現在の世帯数と人口は以下の通りである。
| 丁目         | 世帯数    | 人口    |
| ------------ | --------- | ------- |
| 大和田一丁目 | 299世帯   | 635人   |
| 大和田二丁目 | 488世帯   | 1,059人 |
| 大和田三丁目 | 783世帯   | 1,639人 |
| 大和田四丁目 | 849世帯   | 1,539人 |
| 大和田五丁目 | 897世帯   | 1,607人 |
| 大和田六丁目 | 643世帯   | 1,179人 |
| 計           | 3,959世帯 | 7,658人 |

### 人口の変遷
国勢調査による人口の推移。
| 1995年（平成7年）  | 7,815人 | [ 5 ] |  |
| 2000年（平成12年） | 7,798人 | [ 6 ] |  |
| 2005年（平成17年） | 8,152人 | [ 7 ] |  |
| 2010年（平成22年） | 7,939人 | [ 8 ] |  |
| 2015年（平成27年） | 7,337人 | [ 9 ] |  |

### 世帯数の変遷
国勢調査による世帯数の推移。
| 1995年（平成7年）  | 3,108世帯 | [ 5 ] |  |
| 2000年（平成12年） | 3,242世帯 | [ 6 ] |  |
| 2005年（平成17年） | 3,437世帯 | [ 7 ] |  |
| 2010年（平成22年） | 3,561世帯 | [ 8 ] |  |
| 2015年（平成27年） | 3,264世帯 | [ 9 ] |  |

## 事業所
2016年（平成28年）現在の経済センサス調査による事業所数と従業員数は以下の通りである。
| 丁目         | 事業所数  | 従業員数 |
| ------------ | --------- | -------- |
| 大和田一丁目 | 46事業所  | 560人    |
| 大和田二丁目 | 49事業所  | 672人    |
| 大和田三丁目 | 47事業所  | 227人    |
| 大和田四丁目 | 78事業所  | 346人    |
| 大和田五丁目 | 64事業所  | 524人    |
| 大和田六丁目 | 51事業所  | 328人    |
| 計           | 335事業所 | 2,657人  |

## 交通
- 阪神高速3号神戸線
  - 大和田出入口
- 大阪府道10号大阪池田線（淀川通）

## 施設
- 西淀川区民会館
- 大阪市環境局 西北環境事業センター
- 大阪市消防局 西淀川消防署 大和田出張所
- 大阪市立淀中学校
- 大阪市立大和田小学校
- 大阪府立西淀川支援学校
- 修成建設専門学校
- 野里住吉神社
- 西淀公園
- 大和田中央公園
- メラード大和田
  - 関西スーパー 大和田店

## 史跡
- 大和田城跡

## その他

### 日本郵便
- 〒555-0032[3]（集配局：西淀川郵便局[11]）